# Kirsten Gillibrand

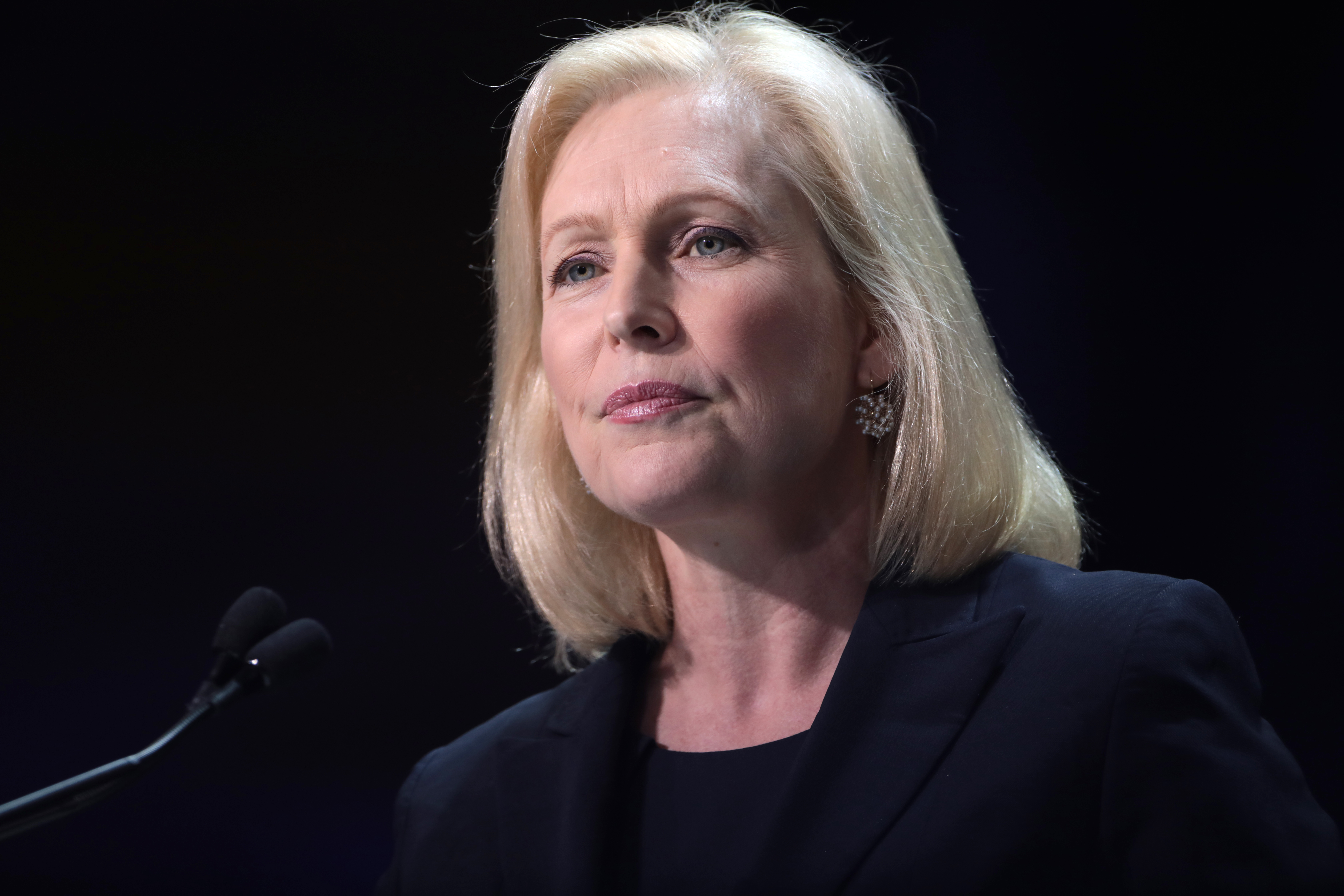
Kirsten Gillibrand (2019)

Kirsten Elizabeth Rutnik Gillibrand [ˈkɝːstn̩ ˈdʒɪləbɹænd] (* 9. Dezember 1966 in Albany, New York) ist eine US-amerikanische Politikerin. Sie ist Mitglied der Demokratischen Partei und seit dem 27. Januar 2009 als Vertreterin des Bundesstaats New York Mitglied des Senats der Vereinigten Staaten. Zuvor gehörte sie ab dem 4. Januar 2007 als Vertreterin des 20. New Yorker Kongresswahlbezirks dem Repräsentantenhaus an.

## Familie, Ausbildung und Beruf
Kirsten Gillibrand ist die Tochter zweier Rechtsanwälte; ihr Vater und ihre Großmutter mütterlicherseits waren politisch aktiv. Ihre Großmutter Polly Noonan war über Jahrzehnte graue Eminenz der Politik von Albany. Nach dem Bachelor-Abschluss in Sinologie am Dartmouth College und einem Studium der Rechtswissenschaft an der University of California, Los Angeles, das sie 1991 als Juris Doctor abschloss, arbeitete sie zunächst als Law Clerk am Second Circuit Court of Appeals. Während der Präsidentschaft von Bill Clinton war sie Beraterin des Bauministers Andrew Cuomo. Anschließend war sie als Rechtsanwältin in den Kanzleien Davis Polk & Wardwell und Boies, Schiller & Flexner tätig. Zu ihren Mandanten gehörte Philip Morris USA.
Gillibrand lebt mit ihrem Ehemann Jonathan und den gemeinsamen zwei Söhnen in Brunswick; ihr Anwesen in Greenport hatten sie zuvor an Richard Stengel verkauft.

## Politische Laufbahn
Bei der Repräsentantenhauswahl 2006 trat sie im traditionell konservativen 20. Kongresswahlbezirk des Bundesstaats New York, der seit 1993 von den Republikanern gehalten wurde, gegen den dreimal wiedergewählten Mandatsinhaber John E. Sweeney an. Sie profitierte von Korruptionsvorwürfen gegen Sweeney und gewann mit 53 % der Stimmen den Sitz im Repräsentantenhaus. Im November 2008 stellte sie sich zur Wiederwahl für den 111. Kongress und konnte ihren republikanischen Herausforderer Alexander Treadwell schlagen. Im Repräsentantenhaus gehörte Gillibrand den Ausschüssen für Landwirtschaft und Streitkräfte sowie mehreren Unterausschüssen an.
Am 23. Januar 2009 ernannte der New Yorker Gouverneur David Paterson sie zur Interimsnachfolgerin von Hillary Clinton, die nach ihrer Ernennung zur Außenministerin aus dem Senat ausgeschieden war. Gillibrand legte ihren Eid als Senatorin am 27. Januar 2009 ab und war zu der Zeit mit 42 Jahren das jüngste Senatsmitglied. Bei der außerordentlichen Wahl am 2. November 2010 für den Rest des bis 2013 reichenden Mandats Clintons gewann sie gegen Joseph J. DioGuardi mit 62 %. Bei der ersten regulären Senatswahl 2012 wurde sie gegen Wendy Long mit einem Stimmenanteil von 72 % bestätigt, das beste Ergebnis in der New Yorker Geschichte. Bei der Wahl 2018 wurde sie mit 67 zu 33 Prozent der Stimmen gegen die Republikanerin Chele Farley bestätigt.
Im Senat gehört Gillibrand den Ausschüssen für Auswärtiges, Umwelt, Landwirtschaft und Alterung sowie mehreren Unterausschüssen an.
Sie galt als eine der Führungsfiguren der MeToo-Bewegung im Herbst 2017 und erhielt so bundesweites Profil.
Am 16. Januar 2019 gab Gillibrand in der Late Show von Stephen Colbert bekannt, dass sie zur Präsidentschaftswahl 2020 antreten wolle und ein Sondierungskomitee gegründet habe. Am 28. August 2019 zog sie aufgrund von schlechten Umfrageergebnissen ihre Kandidatur zurück.

## Positionen
Gillibrand ist Mitglied der Blue Dog Coalition, einer innerparteilichen Koalition von moderat konservativen Politikern, und Mitgründerin des Congressional High Tech Caucus.

## Veröffentlichungen
- 2014: Off the Sidelines: Raise Your Voice, Change the World, Ballantine Books, ISBN 978-0804179072